# 阿拉纳斯
阿拉纳斯（西班牙語：Aranaz）是西班牙纳瓦拉的一个市镇。总面积32平方公里，总人口658人（2001年），人口密度21人/平方公里。